# Miaoqian, Hunan
Miaoqian (kinesiska: 庙前, 庙前镇) är en köping i Kina. Den ligger i provinsen Hunan, i den södra delen av landet, omkring 230 kilometer söder om provinshuvudstaden Changsha. Antalet invånare är 16369. Befolkningen består av 7 674 kvinnor och 8 695 män. Barn under 15 år utgör 22,0 %, vuxna 15-64 år 68 %, och äldre över 65 år 9,0 %.
Genomsnittlig årsnederbörd är 1 752 millimeter. Den regnigaste månaden är maj, med i genomsnitt 264 mm nederbörd, och den torraste är oktober, med 25 mm nederbörd.